# Irene Naef (Künstlerin)
Irene Naef (* 29. Januar 1961 in Luzern) ist eine Schweizer Malerin, Fotografin, Video- und Installationskünstlerin.

## Biografie
Irene Naef besuchte von 1983/84 den Vorkurs an der Schule für Gestaltung in Luzern. 1984 trat sie in die Abteilung für freie Kunst bei Anton Egloff, Luzern ein und machte 1988 den Abschluss als Künstlerin. Seit 1989 arbeitet sie als freischaffende Künstlerin mit Ausstellungen im In- und Ausland. Ihre Werke befinden sich in privaten und öffentlichen Sammlungen. Sie lebt und arbeitet in Luzern. 2011 illustrierte sie mit ihren Fotos die Schweizausgabe von allmende – Zeitschrift für Literatur.

## Ausstellungen (Auswahl)

### Einzelausstellungen
- 1995: Kunstmuseum Luzern, Entracte
- 1996, 1998, 2000: Galerie Grosskinsky & Brümmer, Karlsruhe (Katalog)
- 1998: Museum für Literatur am Oberrhein, Karlsruhe (Katalog)
- 1999: Städtische Galerie Tuttlingen, Die Abwesenheit der Anwesenden[2]
- 2000: Anhaltische Gemäldegalerie, Dessau, Irene Naef: Malkoerper – Fotoarbeiten und Installationen[3]
- 2001: Nidwaldner Museum, Stans
- 2001: Galerie Christa Burger, München
- 2003: Kunstverein Ravensburg, Ravensburg[4]
- 2004: Kunstverein Leonberg, Leonberg (Stuttgart)[5]
- 2007: Kunstverein Leonberg (Stuttgart), Transit (mit Christina Katzenberg)
- 2011: Stiftung AKKU, Emmenbrücke, Irene Naef[6]

### Ausstellungsbeteiligungen
- 1995: Kunsthaus Glarus, Preisträger des Eidgenössischen Wettbewerbs für freie Kunst
- 1998: Biennale di Vetro, San Stae, Venedig (Katalog)
- 1998: Galerie Christa Burger, München, Madonna & Co, Female Icons
- 2000: Museum zu Allerheiligen, Schaffhausen; Fleurs: Blumen in der zeitgenössischen Kunst und Naturkunde, (Katalog)
- 2001: Pasinger Fabrik, München, Lichtmarken, (Katalog)
- 2001: Villa Bernasconi, Grand-Lancy, Kt. Genf, Prèsence / absence, (Katalog)
- 2003: Städtische Galerie, Dornbirn, „sachgemäss“ (neue Dinglichkeit), Katalog
- 2003: Kunstraum München, Anderswelten / Transform, (Ariana Anderecken, Zilla Leutenegger, Irene Naef)
- 2005: Kunsthaus Langenthal, Kunst und Literatur, mit Marie José Burki, Markus Raetz, Dominik Stauch, Marcel van Eden, Langenthal, Katalog
- 2006: MMKK Museum Moderner Kunst Kärnten, Klagenfurt, (Katalog)
- 2013: Frauenmuseum Bonn, Wer war Mona Lisa? Bilder, Fotoarbeiten, Objekte und Installationen zeitgenössischer Künstlerinnen
- 2013: Schloss Belvedere, Pfingstberg, Potsdam, Hochzeiten!
- 2014: Museum Bruder Klaus Sachseln, Durch die Blume

## Auszeichnungen
- 1988: Stipendium der Kiefer-Hablitzel-Stiftung
- 1995: Eidgenössischer Preis für freie Kunst
- 1996: Kanton Aargau, Kuratorium, Förderungsbeitrag bildende Kunst
- 1997: Kanton Aargau, Kuratorium, Werkjahr bildende Kunst
- 1997: Förderpreis der Neuen Aargauer Bank, Aargauer Kunsthaus
- 1999: Kanton Aargau, Kuratorium, Cité internationale des Arts, Paris
- 2002: Preis, Esther Matossi-Stiftung, Zürich